# Omopheres brendelli
Omopheres brendelli là một loài bọ cánh cứng trong họ Tenebrionidae. Loài này được H.Freude miêu tả khoa học đầu tiên năm 1993.